# Almon E. Larsh
Almon Elsdom Larsh, (California, Estados Unidos, 1929) es un ingeniero eléctrico estadounidense, codescubridor del elemento químico lawrencio (junto a Albert Ghiorso, Torbjørn Sikkeland y Robert M. Latimer).

## Datos biográficos y formación académica
Se graduó en 1950 como ingeniero eléctrico en el Instituto Tecnológico de California (CALTECH).

## Carrera profesional
Participó como ingeniero eléctrico en el Laboratorio de Radiación (hoy Laboratorio Nacional Lawrence Berkeley de la Universidad de California.

## Descubrimiento del lawrencio
Larsh, como parte del equipo que dirigía Albert Ghiorso en busca de nuevos elementos transuránicos participó en el descubrimiento del último actínido, tarea muy compleja por las cantidades extremadamente pequeñas de muestra y por la brevedad de sus vidas medias (sólo unos minutos o segundos).
El lawrencio se obtuvo en 1961 al bombardear un objetivo que contenía átomos de californio con iones boro en el acelerador de iones pesados (HILAC) del Laboratorio Nacional Berkeley de la Universidad de California.

## Publicaciones
- The Search for Element 103 (sm.m. A. Ghiorso), i Physics Today, vol. 20 nr. 9, 1967, s. 25–32